# Cezar Mihail Verlan
Cezar Mihail Verlan (n. 9 iulie 1984, Drobeta-Turnu Severin) este un dirijor român, cunoscut atât pentru muzica corală cât și pentru muzica simfonică și de operă.
Este absolvent al Universității de Vest din Timișoara, Facultatea de Muzică și Teatru, specializările Pedagogie muzicală și Stilistică interpretativă (Dirijat cor – clasa maestrului Diodor Nicoară) și al Academiei de Arte George Enescu din Iași, specializarea Dirijat orchestră (clasa maestrului Dumitru Goia). Este membru fondator și dirijor al corului de cameră Cantemus și al orchestrei de cameră Intermezzo, formații alcătuite din studenți și profesori ai Universității de Vest din Timișoara. 
A urmat cursuri de perfecționare în arta dirijatului cu David Crescenzi, Dumitru Goia, Petre Sbârcea, Ion Marin, Gergely Kaposi, Diodor Nicoară, Nicolae Gîscă. Între anii 2008-2015 a fost asistent universitar la Universitatea de Vest din Timișoara, Facultatea de Muzică și Teatru la disciplinele Ansamblu coral, Dirijat coral, Clasă de operă și Istoricul operei. 
În prezent, începând cu luna ianuarie 2016, în urma unei preselecții naționale, este dirijor secund al Corului Național de Cameră „Madrigal – Marin Constantin”.
A colaborat cu muzicieni de renume internațional precum Aura Twarowska, Sorin Petrescu, Daniel Kientzy, Istvan Konya, Ansamblul de muzică veche Codex. Abordează un repertoriu vast, de la muzica veche la cea contemporană.